# Betula austrosichotensis
Betula austrosichotensis là một loài thực vật có hoa trong họ Betulaceae. Loài này được V.N.Vassil. & V.I.Baranov mô tả khoa học đầu tiên năm 1984.